# Trevelin
Trevelin (Drefelin in gallese) è una città dell'Argentina, situata nel dipartimento di Futaleufú, nella provincia di Chubut in Patagonia.

## Geografia fisica

### Territorio
Trevelin è facilmente raggiungibile dalla vicina Esquel ed è immersa in un contesto naturalistico notevole, nei pressi del fiume Percey, quasi alla confluenza di quest'ultimo con i fiumi Trevelin, Nahuel Pan y Nant e Fall. La zona è quella della Cordigliera Patagonica, catena montuosa quasi parallela alle Ande, che si sviluppa circa 10 km ad ovest.
Trevelin si trova in una zona umida della Patagonia. Per questo motivo il paesaggio ad est è dominato da pascoli e praterie mentre il paesaggio ad ovest, quasi alla pendici delle Ande, è caratterizzato da boschi di austrocedri e cipressi della Patagonia, nonché da un abbondante sottobosco. Nei dintorni si trova il Parco Nazionale Los Alerces.

### Clima
La temperatura media annuale varia tra i 10 °C ed i 5 °C, con abbondanti nevicate invernali.

## Origini del nome
Il toponimo deriva dalle parole gallesi tre ("casa" o "villaggio") e velin ("mulino") e significa quindi "villaggio del mulino".

## Storia
Trevelin fu fondata ufficialmente il 16 ottobre 1888 da coloni gallesi. L'anno successivo John Daniel Evans inaugurò il primo mulino per il grano, dal quale deriva il nome della città.
Dato che il territorio era conteso tra Cile ed Argentina, il 30 aprile del 1902 la popolazione votò con maggioranza assoluta l'annessione all'Argentina.

## Cultura
Il paese mantiene ancora oggi la cultura gallese dei fondatori, al punto di disporre di una scuola per l'apprendimento dell'idioma celtico.
Il consiglio comunale di Trevelin ha deliberato nel 2014 l'introduzione di cartellonistica e toponimia plurilingue (spagnolo-gallese-mapudungun) in varie combinazioni al fine di favorire il recupero e la diffusione delle lingue storiche della comunità, lo sviluppo dell'economia e l'originalità turistica della destinazione nel panorama del turismo patagonico.

## Economia
Le attrattive naturalistiche dei dintorni, come il Parco Nazionale Los Alerces, la riserva provinciale "Nant Y Fall" e il lago artificiale di Amutui Quimei hanno permesso lo sviluppo turistico della cittadina, che ha una buona capacità ricettiva e ristorativa. Inoltre, nella valle si coltivano cereali, erba medica, fragole, lamponi, ribes e fiori (tulipani); è praticato l'allevamento. Presenti poi industrie del legno, della farina e del latte.